# Mosze Schweitzer
Mosze Schweitzer (hebr. ‏משה שווייצר‎; ur. 24 kwietnia 1954 w Tel Awiwie) – izraelski piłkarz grający na pozycji pomocnika.

## Życiorys

### Kariera klubowa
Jest wychowankiem Maccabi Tel Awiw. Do pierwszego zespołu tego klubu dołączył w 1972 roku. W 1973 roku został wypożyczony na cztery sezony do Hapoelu Petach Tikwa. Po powrocie z wypożyczenia zdobył w 1979 roku wraz z Maccabi mistrzostwo kraju. W 1983 roku odszedł do Hapoelu Lod, a rok później do Hapoelu Ramat Gan. W 1984 roku zakończył karierę piłkarską.

### Kariera reprezentacyjna
W latach 1974–1977 był reprezentantem kraju (25 meczów, 9 goli). W reprezentacji zadebiutował 3 września 1974 w wygranym 7:3 meczu Igrzysk Azjatyckich z Malezją. Grał w nim przez pełne 90 minut. W 1976 roku wraz z reprezentacją wystąpił na igrzyskach olimpijskich w Montrealu. Ostatnie spotkanie w reprezentacji rozegrał 20 marca 1970 w Seulu z Koreą Południową.

## Statystyki
| Sezon     | Klub                | Liga   | Liga        | Mecze | Gole |
| --------- | ------------------- | ------ | ----------- | ----- | ---- |
| 1972/1973 | Maccabi Tel Awiw    | Izrael | Ligat ha’Al | 12    | 1    |
| 1973/1974 | Hapoel Petach Tikwa | Izrael | Ligat ha’Al | 28    | 5    |
| 1974/1975 | Hapoel Petach Tikwa | Izrael | Ligat ha’Al | 23    | 7    |
| 1975/1976 | Hapoel Petach Tikwa | Izrael | Ligat ha’Al | 31    | 6    |
| 1976/1977 | Hapoel Petach Tikwa | Izrael | Liga Leumit | 22    | 17   |
| 1977/1978 | Maccabi Tel Awiw    | Izrael | Ligat ha’Al | 23    | 11   |
| 1978/1979 | Maccabi Tel Awiw    | Izrael | Ligat ha’Al | 26    | 11   |
| 1979/1980 | Maccabi Tel Awiw    | Izrael | Ligat ha’Al | 29    | 7    |
| 1980/1981 | Maccabi Tel Awiw    | Izrael | Ligat ha’Al | 24    | 11   |
| 1981/1982 | Maccabi Tel Awiw    | Izrael | Ligat ha’Al | 23    | 5    |
| 1982/1983 | Maccabi Tel Awiw    | Izrael | Ligat ha’Al | 29    | 5    |
| 1983/1984 | Hapoel Lod          | Izrael | Ligat ha’Al | 4     | 0    |
| 1983/1984 | Hapoel Ramat Gan    | Izrael | Liga Leumit | 11    | 3    |

## Sukcesy
Maccabi Tel Awiw
- Mistrzostwo Izraela (1): 1979[2]

## Życie prywatne
Nosił pseudonim Moszik. Jego ojciec Dawid Schweitzer również był piłkarzem. Po zakończeniu kariery zawodniczej był trenerem i selekcjonerem reprezentacji Izraela w latach 1973–1977.